# Posta ibrida
La posta ibrida è un sistema di corrispondenza postale in cui il messaggio è inviato tramite un documento elettronico ad un centro di stampa il più vicino possibile alla sua destinazione in modo da minimizzarne il tragitto in forma fisica. Poiché, in tal modo, si evitano alcuni processi di smistamento e spedizione la posta ibrida risulta meno costosa e più ecologica della posta tradizionale.

## Storia
- 1987 Nasce il servizio di posta ibrida PT Postel di Poste Italiane
- 1989 Inizia la collaborazione tra Elsag e Poste Italiane
- 1999 Nasce Postel Spa
- 1999 La società Thurma sviluppa e gestisce un'interfaccia web (InterPosta) per la diffusione della posta ibrida tra gli italiani residenti all'estero
- 2000 Poste acquista la licenza di InterPosta per gestirlo direttamente
- 2000 Poste richiede a Thurma di estendere il concetto di posta ibrida a telegrammi e raccomandate
- 2001 Poste Italiane acquista l'intero pacchetto azionario di Postel